# Wilhelma
Wilhelma är en djurpark och botanisk trädgård i stadsdelen Bad Cannstatt i Stuttgart.
Djurparken går tillbaka till det menageri som Fredrik I skapade 1812 och som hade 220 djur (bland annat apor, elefanter och papegojor) och var öppet för allmänheten. År 1816 stängdes menageriet och kommande decennier följde olika djurparker.
Området skapades 1846 och har sedan 1960-talet byggts ut för djurparken. Wilhelma har 9000 djur från hela världen och 1000 arter finns representerade. Till detta finns 6000 olika växtarter. Parken ägs av delstaten Baden-Württemberg.
År 1829 hittades mineralkällor på området och badhus i morisk stil uppfördes på initiativ av Württembergs kung Wilhelm I. 1846 kunde Wilhelma invigas i samband med giftermålet mellan kronprins Karl och tsarens dotter Olga Nikolajevna av Ryssland. Då hade en festsal, två huvudbyggnader och paviljonger tillsammans med parkanläggningar skapats.
Efter andra världskriget började dagens djurpark Wilhelma skapas och från 1960-talet har djurparken byggts ut kontinuerligt.